# Hals (Danimarca)
Hals è un centro abitato danese compreso nel comune di Aalborg, nella regione dello Jutland Settentrionale.

## Storia
Fino al 1º gennaio 2007 è stato un comune situato contea dello Jutland Settentrionale; il comune aveva una popolazione di 11 448 abitanti (2005) e una superficie di 191 km².
Dal 1º gennaio 2007, con l'entrata in vigore della riforma amministrativa, il comune è stato soppresso e accorpato, insieme ai comuni di Nibe, Sejlflod e Aalborg,  al riformato comune di Aalborg.